# Karl Mathiasen
Karl Herman Sivert Mathiasen (* 29. Januar 1893 in Itilleq; † unbekannt) war ein grönländischer Landesrat.

## Leben
Karl Mathiasen war der Sohn des Jägers John Nathan Nikodimus Mathiasen (1866–?) und seiner Frau Gundil Petra Sara Kristiansen (1866–?). Am 16. September 1917 heiratete er in Sisimiut Tabithe Seria Anike Petrussen (1894–?). Er war Jäger in Sisimiut und wurde 1933 in den südgrönländischen Landesrat gewählt, nahm aber nur an der ersten Sitzung teil und wurde ansonsten von Elias Kleist vertreten.